# Thompson Ridge
Thompson Ridge är en bergstopp i Antarktis. Den ligger i Västantarktis. Inget land gör anspråk på området. Toppen på Thompson Ridge är 481 meter över havet.
Terrängen runt Thompson Ridge är kuperad söderut, men norrut är den platt. Trakten är obefolkad. Det finns inga samhällen i närheten. 